# Diana Russell
Diana Elizabeth Hamilton Russell (Ciutat del Cap, 6 de novembre de 1938 - Oakland, 28 de juliol de 2020) fou una activista i escriptora feminista que ha dedicat la vida a lluitar contra la violència de gènere. Durant més de 40 anys ha investigat sobre violació, l'incest, el feminicidi i les relacions entre la pornografia i la violència sexual als Estats Units, de manera que es va convertit en una autoritat en el tema en l'àmbit internacional.

## Biografia
Va néixer en el si d'una família blanca angloparlant. És la quarta de sis germans i la germana bessona de David. La seva mare pertanyia a l'aristocràcia britànica i va viatjar als 21 anys al continent africà, on va conèixer el que seria el seu marit i pare dels seus fills, un sud-africà d'origen irlandès que va ser membre del Parlament de Sud-àfrica el 1945. Les seves primeres lluites pels drets humans les va dur a terme precisament a Sud-àfrica al costat del seu germà bessó, participant en la Resistència Africana (AMR, per les seves sigles en anglès) moviment antiapartheid.
Russell es va graduar a la Universitat de Ciutat del Cap i va deixar Sud-àfrica als 19 anys. Es va traslladar a Anglaterra a principis de 1957. Allí va treballar durant dos anys i va obtenir una diplomatura de postgrau en Ciència Social i Administració en la London School of Economics i Ciència Política (1961) i el 1963 va viatjar als Estats Units, on va ser acceptada en un programa interdisciplinari de doctorat a la Universitat Harvard tot fent una recerca en sociologia i l'estudi de la revolució.
Durant la seva carrera ha investigat el fenomen de la violència sexual contra dones i nenes. Ha escrit nombrosos llibres i articles sobre la violació (inclosa la marital), femicidi, incest, assassinats misògins contra dones i pornografia. Per The Secret Trauma, va ser una de les guardonades amb el premi C. Wright Mills el 1986. També va rebre el Humanist Heroine Award en 2001 de l'Associació Humanista Nord-americà.
Va ser organitzadora del primer Tribunal Internacional dels Crims contra la Dona, a Brussel·les, al març de 1976.

## Feminicidi
Russell i Jill Radford van ser pioneres en la seva obra Femicide. The politics of woman killing a treballar en un marc teòric sobre el feminicidi.
Per a Diana Russell la supremacia patriarcal de gènere dels homes situa la violència contra les dones com un "mecanisme de control, subjecció, opressió, càstig i agressió nociva que al seu torn genera poder per als homes".

## Obres

### Llibres
- Russell, Diana E.H.. The politics of rape: the victim's perspective.  Nova York: Stein and Day, 1974. ISBN 9780812816570. OCLC 1165996.
- Russell, Diana E.H.. Rebellion, revolution and armed force: comparative study of fifteen countries with special emphasis on Cuba and South Africa.  Nova York: Academic Press, 1975. ISBN 9780127857459. OCLC 886393.
- Russell, Diana E.H.; van de Ven, Nicole. Crimes against women: international tribunal proceedings.  Millbrae, California: Les-Femmes Publishing, 1976. ISBN 9780890879214. OCLC 2464570. Conference proceedings.
- Russell, Diana E.H.; Star, Susan; Linden, Robin Ruth; Pagano, Darlene R. Against sadomasochism: a radical feminist analysis.  East Palo Alto, California: Frog in the Well, 1982. ISBN 9780960362837. OCLC 7877113.
- Russell, Diana E.H.. Sexual exploitation: rape, child sexual abuse, and workplace harassment.  Beverly Hills, California: Sage, 1984. ISBN 9780803923553. OCLC 10696523.
- Russell, Diana E.H.. The secret trauma: incest in the lives of girls and women.  Nova York: Basic Books, 1986. ISBN 9780465075966. OCLC 12974265.
- Russell, Diana E.H.. Exposing nuclear phallacies.  Nova York: Pergamon Press, 1989. ISBN 9780080364759. OCLC 18625199.
- Russell, Diana E.H.. Lives of courage: women for a New South Africa.  Nova York: Basic Books, 1989. ISBN 9780465041404. OCLC 19723691.
- Russell, Diana E.H.. Rape in marriage.  Bloomington, Indiana: Indiana University Press, 1990. ISBN 9780253205636. OCLC 8451646.
- Russell, Diana E.H.; Radford, Jill. Femicide: the politics of woman killing.  New York Toronto: Twayne Publishers, 1992. ISBN 9780805790283. OCLC 25367570. Front cover.
- Russell, Diana E.H.. Against pornography: the evidence of harm.  Berkeley, California: Russell Publishing, setembre 1993. ISBN 9780963477613. OCLC 29988342.
- Russell, Diana E.H.. Making violence sexy: feminist views on pornography.  Buckingham: Open University Press, desembre 1993. ISBN 9780335192007. OCLC 27106001.
- Russell, Diana E.H.. Behind closed doors in White South Africa: incest survivors tell their stories.  Nova York: St Martin's Press, 1997. ISBN 9780312173753. OCLC 36066137.
- Russell, Diana E.H.. Dangerous relationships: pornography, misogyny and rape.  Thousand Oaks, California: Sage, 1998. ISBN 9780761905257. OCLC 38257798.
- Russell, Diana E.H.; Bolen, Rebecca M. The epidemic of rape and child sexual abuse in the United States.  Thousand Oaks, California: Sage, 2000. ISBN 9780761903024. OCLC 43384742.
- Russell, Diana E.H.; Harmes, Roberta A. Femicide in global perspective.  Nova York: Teachers College Press, 2001. ISBN 9780807740477. OCLC 45304762.

### Capítols de llibres
- Russell, Diana E.H.. Pornography and censorship.  Buffalo, New York: Prometheus Books, 1983. ISBN 9780879751821. «Research on how women experience the impact of pornography»
- Russell, Diana E.H.. Femicide: the politics of woman killing.  New York Toronto: Twayne Publishers, 1992, p. 325–327. ISBN 9780805790283. «Nikki Craft: Inspiring protest: Introduction» Pdf.

Vegeu també: 
"The incredible case of the Stack o' Wheat prints" de Nikki Craft pp. 327-331.
"The evidence of pain" de D. A. Clarke pp. 331-336.
"The rampage against Penthouse" de Melissa Farley pp. 339-345.
- Russell, Diana E.H.. Pornography.  San Diego, California: Greenhaven Press, 2002, p. 48–51. ISBN 9780737707601. OCLC 45698745. «Pornography causes violence» Series editors: Mary E. Odom and Jody Clay-Warner.
- Russell, Diana E.H.. Big Porn Inc.: exposing the harms of the global pornography industry.  North Melbourne, Victoria: Spinifex Press, 2011, p. 181–194. ISBN 9781876756895. «Russell's theory: exposure to child pornography as a cause of child sexual victimization»